# Tobă
La tobă  è un insaccato tipico della Romania.

## Preparazione
La tobă è preparata a partire da varie frattaglie (fegato, cuore, rognone) e tagli di scarto del maiale come orecchie, testina, lingua, piedini e cotenna. Spesso si utilizza carne affumicata. Il tutto viene salato, pepato e lessato insaporendolo con aglio ed erbe aromatiche. La carne e le frattaglie vengono poi tagliate a pezzetti e insaccate in uno stomaco o in una vescica di maiale. Il tutto viene poi ulteriormente cotto e fatto raffreddare. I dadini di carne all'interno dell'insaccato si troveranno immersi in una gelatina che si produce a partire dal collagene liberatosi per il parziale scioglimento delle parti cartilaginose dell'animale. Al salume viene in genere data una forma piuttosto appiattita dalla quale deriva il nome della preparazione, che significa tamburo.

## Diffusione e utilizzo

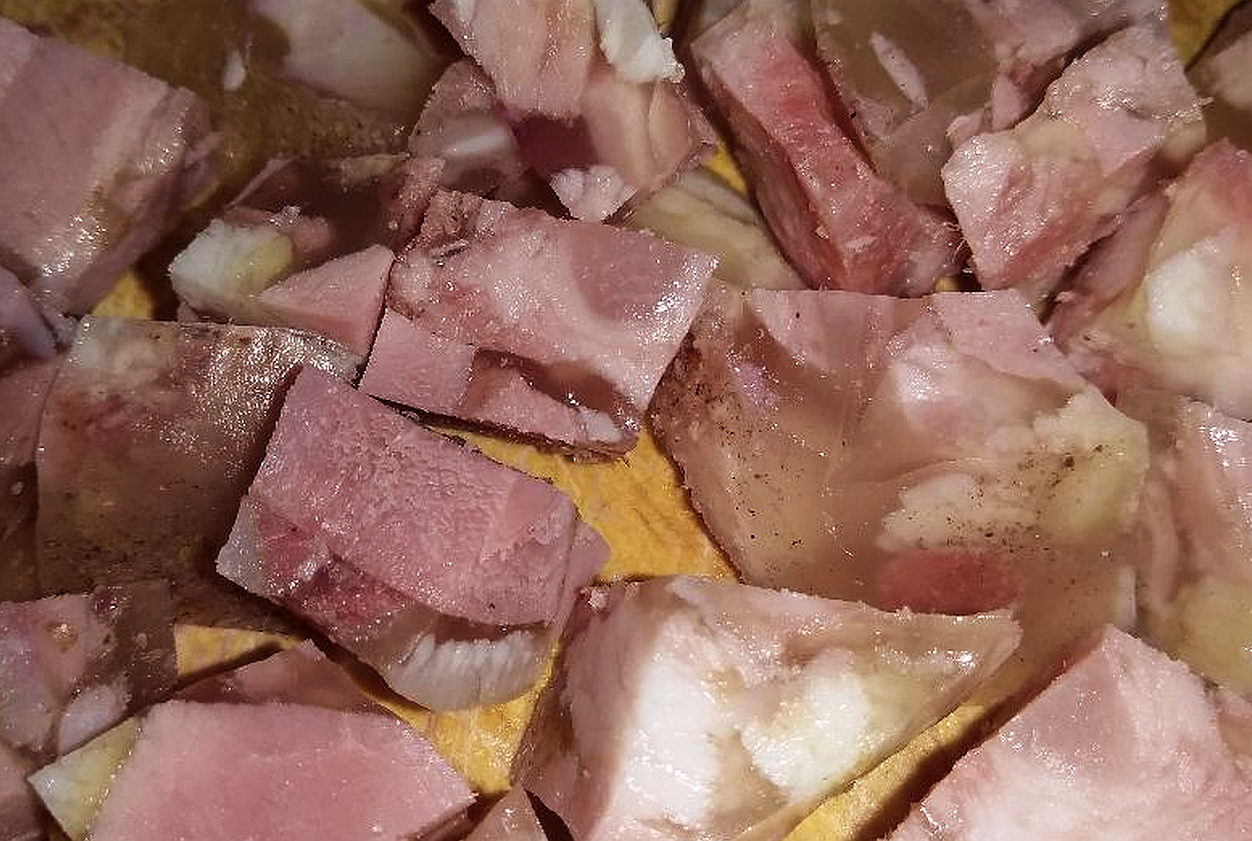
Tobă a dadini

La preparazione fa parte della cucina tradizionale di varie zone della Romania tra le quali la Transilvania. VIene utilizzata in particolare durante l'inverno, ad esempio nel corso delle festività natalizie. Oltre che come preparazione casalinga la tobă viene prodotta anche in maniera semi-industriale e commercializzata nei negozi di alimentari; in questo caso è in genere confezionata con film plastico che, oltre a proteggerla dallo sporco, la rende conservabile più a lungo.